# Kōbe
Kōbe (神戸市 Kōbe-shi?,  literalmente «Puerta de los dioses o espíritus») es una ciudad de Japón. Tiene una población estimada, a inicios de agosto de 2022, de 1 512 033 habitantes.
Es la capital y ciudad más poblada de la prefectura de Hyōgo, y la séptima ciudad más poblada del país, después de Kawasaki.
Está situada al sur de la isla de Honshū, en la orilla norte de la bahía de Osaka. Su término municipal se engloba en la región metropolitana de Keihanshin, que, con una población de más de 19 millones de personas, constituye la segunda área metropolitana más poblada del país, solo por detrás de Tokio. De acuerdo al Mercer Quality of Living Survey Kōbe es una de las 50 ciudades con mejor calidad de vida del mundo y la tercera en Asia.
Kōbe es uno de los centros económicos más importantes de Japón. Más de cien compañías internacionales tienen su sede asiática o japonesa en la ciudad, como Nestlé, Boehringer Ingelheim, Eli Lilly and Company o Procter & Gamble. Su puerto es también uno de los más importantes de todo el país, aunque su relevancia disminuyó considerablemente tras los estragos del Gran Terremoto de Hanshin-Awaji, que azotó a la ciudad en 1995. La ciudad es también lugar de origen y denominación de la ternera de Kobe.
Kōbe posee un clima húmedo subtropical con veranos cálidos e inviernos fríos. Las precipitaciones son significativamente más abundantes en verano que en invierno, aunque en general son inferiores con respecto al resto de la isla.

## Historia
Los primeros registros escritos en relación con su ubicación incluyen el Nihon Shoki, que describe la fundación del Santuario Ikuta por la Emperatriz Jingū en el año 201.
Durante la mayor parte de su historia el área no ha sido una entidad política independiente, ni siquiera durante el período Tokugawa, cuando el puerto estaba directamente controlado por el shogunato. Kōbe no existió en su forma actual hasta su fundación en el año 1889. Su nombre deriva de "kanbe" (神戸), un título arcaico otorgado a los procuradores del Santuario Ikuta. Kōbe se convirtió en una de las 17 ciudades designadas como tales en 1956.
Tras el final de la política de aislamiento en 1853, Kōbe fue una de las ciudades que abrió el comercio a Occidente, y desde entonces se la conoce por ser una ciudad portuaria y cosmopolita. Durante la Segunda Guerra Mundial, fue atacada con bombas incendiarias el 17 de marzo de 1945, las cuales causaron la muerte de 8841 habitantes y destruyeron el 21 % de la zona urbana. Este hecho inspiró el libro escrito por Akiyuki Nosaka en el cual se basa la conocida película La tumba de las luciérnagas, de Studio Ghibli.
El martes 17 de enero de 1995, un terremoto de 6.9 en la escala de Richter tuvo lugar a las 05:46 de la mañana cerca de la ciudad: mató a 6400 personas, dejó a más de 200 000 sin hogar y destruyó gran parte de las instalaciones portuarias. Fue uno de los desastres naturales más costosos de la historia moderna.

## Demografía
A inicios de agosto de 2022, la ciudad contaba con una población de 1 512 033 habitantes y una densidad de 2715 habitantes por km². Kōbe posee una superficie de 557.02 km². Alrededor del 11.7 % de la población es menor de 14 años; el 59.7 % tiene entre 15 y 64 años, y el 28.7 %, más de 65 años.

## Cultura
Tanto de buey como de ternera, la carne de Kōbe (conocida en inglés como Kobe beef) es una de las más apreciadas del mundo por los gurmé.
Kōbe también es famoso por sus aguas termales y por las vistas nocturnas de la ciudad tanto desde las montañas cercanas como de la costa. También es conocida por ser una ciudad exótica, gracias a su historia como ciudad portuaria, dentro de los estándares japoneses. Kōbe es una ciudad cosmopolita asociada a la moda, en la que se celebra dos veces por año un festival de la moda conocido como Kōbe Collection. También se celebra otro tipo de festival desde 1981: el festival de jazz de Kōbe. Este es otro ejemplo de la internacionalidad de la ciudad de Kōbe. El jazz fue importado desde América en los años sesenta, época en la cual la cultura estadounidense influenció Japón.
Kōbe Luminarie, es un evento que ocurre los diciembre desde 1995, este es realizado para recordar a las víctimas del Gran Terremoto de Hanshin de 1995.

## Clima
| Parámetros climáticos promedio de Kōbe | Parámetros climáticos promedio de Kōbe | Parámetros climáticos promedio de Kōbe | Parámetros climáticos promedio de Kōbe | Parámetros climáticos promedio de Kōbe | Parámetros climáticos promedio de Kōbe | Parámetros climáticos promedio de Kōbe | Parámetros climáticos promedio de Kōbe | Parámetros climáticos promedio de Kōbe | Parámetros climáticos promedio de Kōbe | Parámetros climáticos promedio de Kōbe | Parámetros climáticos promedio de Kōbe | Parámetros climáticos promedio de Kōbe | Parámetros climáticos promedio de Kōbe |
| Mes                                    | Ene.                                   | Feb.                                   | Mar.                                   | Abr.                                   | May.                                   | Jun.                                   | Jul.                                   | Ago.                                   | Sep.                                   | Oct.                                   | Nov.                                   | Dic.                                   | Anual                                  |
| -------------------------------------- | -------------------------------------- | -------------------------------------- | -------------------------------------- | -------------------------------------- | -------------------------------------- | -------------------------------------- | -------------------------------------- | -------------------------------------- | -------------------------------------- | -------------------------------------- | -------------------------------------- | -------------------------------------- | -------------------------------------- |
| Temp. máx. media (°C)                  | 8.4                                    | 8.8                                    | 12.3                                   | 18.5                                   | 22.9                                   | 26.0                                   | 29.8                                   | 31.6                                   | 27.6                                   | 22.0                                   | 16.6                                   | 11.3                                   | 19.7                                   |
| Temp. media (°C)                       | 4.7                                    | 5.0                                    | 8.0                                    | 14.0                                   | 18.4                                   | 22.0                                   | 25.9                                   | 27.3                                   | 23.6                                   | 17.7                                   | 12.5                                   | 7.5                                    | 15.6                                   |
| Temp. mín. media (°C)                  | 1.4                                    | 1.5                                    | 4.0                                    | 9.8                                    | 14.4                                   | 18.8                                   | 23.1                                   | 24.3                                   | 20.4                                   | 14.1                                   | 8.8                                    | 4.1                                    | 12.1                                   |
| Lluvias (mm)                           | 43.4                                   | 54.4                                   | 92.6                                   | 136.4                                  | 144.2                                  | 218.0                                  | 156.8                                  | 91.7                                   | 170.8                                  | 103.1                                  | 66.2                                   | 38.0                                   | 1315.6                                 |
| Nevadas (cm)                           | 1                                      | 1                                      | 1                                      | 0                                      | 0                                      | 0                                      | 0                                      | 0                                      | 0                                      | 0                                      | 0                                      | 0                                      | 3                                      |
| Horas de sol                           | 144.7                                  | 127.9                                  | 161.1                                  | 170.1                                  | 195.9                                  | 146.7                                  | 174.5                                  | 201.6                                  | 145.8                                  | 159.3                                  | 143.1                                  | 146.9                                  | 1917.6                                 |
| Humedad relativa (%)                   | 61                                     | 63                                     | 62                                     | 64                                     | 67                                     | 74                                     | 77                                     | 73                                     | 71                                     | 67                                     | 66                                     | 63                                     | 67.3                                   |
| Fuente: NOAA (1961-1990)               |                                        |                                        |                                        |                                        |                                        |                                        |                                        |                                        |                                        |                                        |                                        |                                        |                                        |

## Ciudades hermanas y asociadas
Kōbe tiene varias ciudades hermanas y otras asociadas.

### Ciudades hermanas
- Seattle, Estados Unidos (1957)
- Marsella, Francia (1961)
- Río de Janeiro, Brasil (1969)
- Riga, Letonia (1974)[10]
- Brisbane, Australia (1985)

- Barcelona, España (1993)[11]

### Puertos hermanos
Los puertos hermanos de Kōbe son:
- Róterdam, Países Bajos (1967)
- Seattle, Estados Unidos (1967)

### Otras ciudades asociadas
- Filadelfia, Estados Unidos (Ciudad de la amistad y la cooperación) (1986)

| Predecesor: Edmonton | Universiadas 1985 | Sucesor: Zagreb |

## Galería

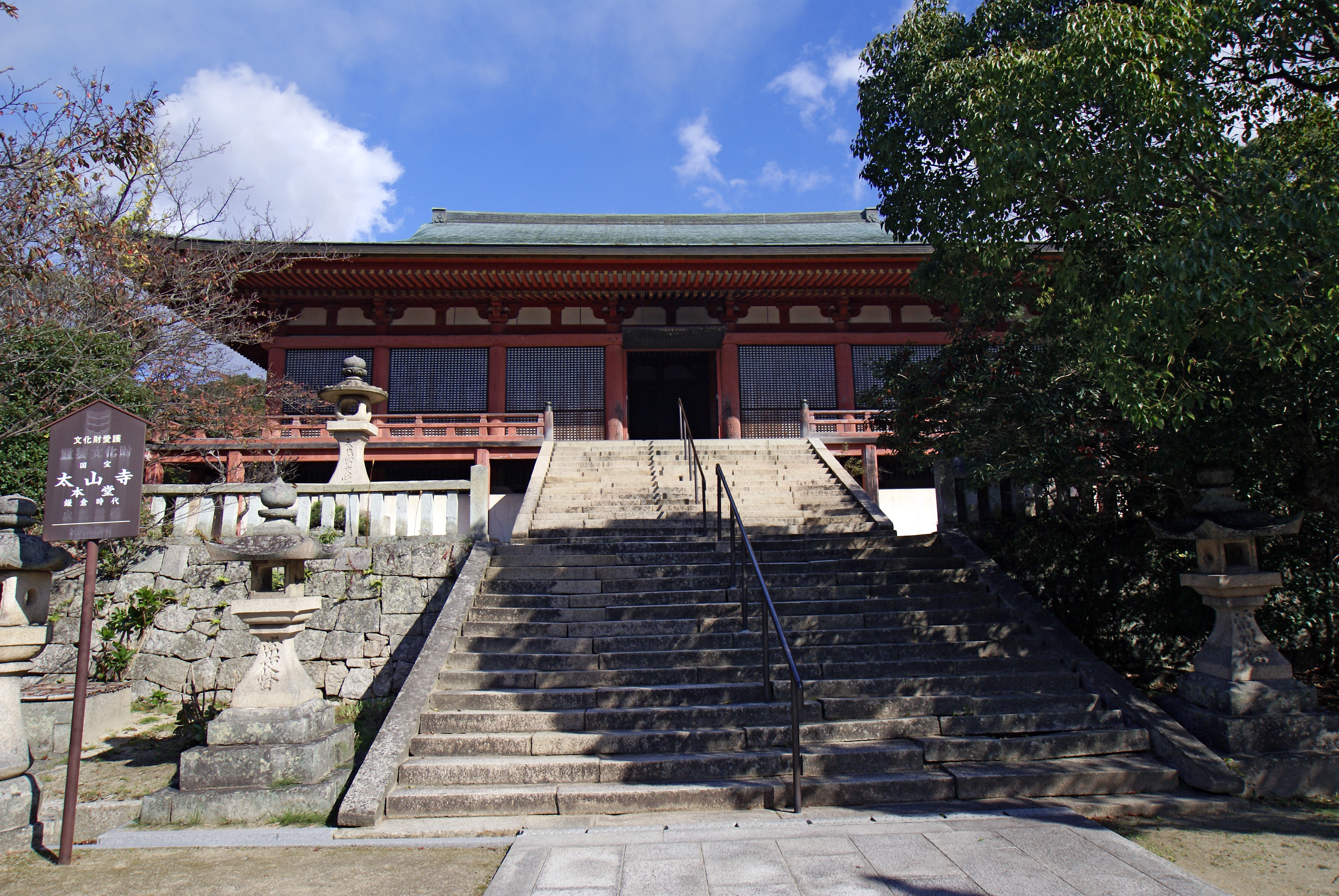
Taisan-ji es parte del Tesoro Nacional de Japón.
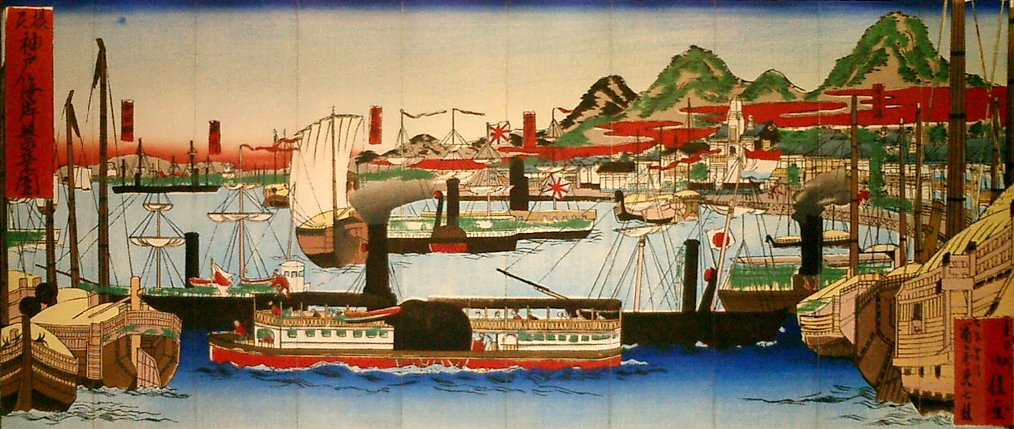
Este Nishiki-e (Tipo de arte japonés) muestra un barco de vapor extranjero entrando en el puerto de Hyōgo poco después de abrir sus puertas al mercado occidental a finales del siglo XIX.
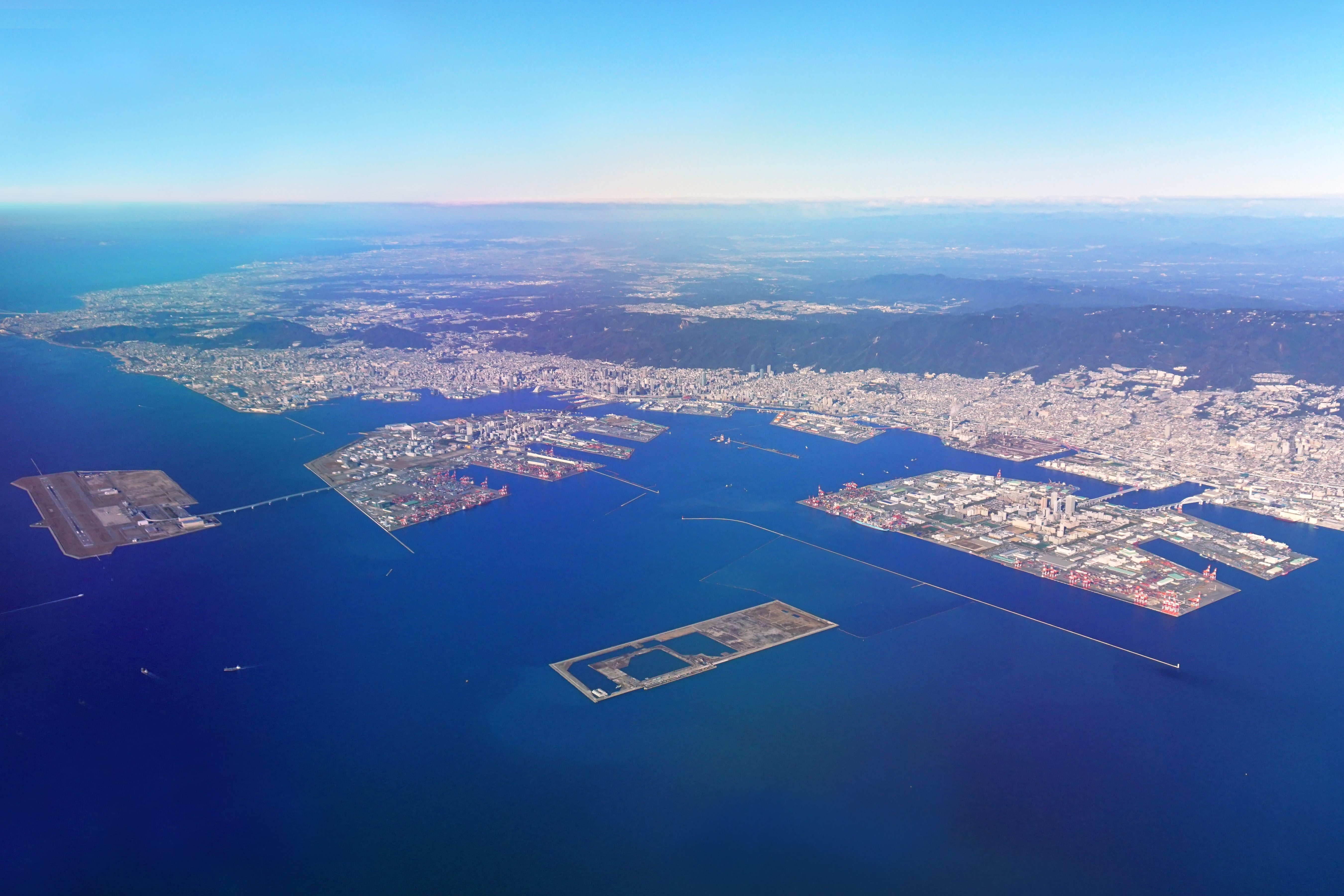
Vista aérea de Kōbe
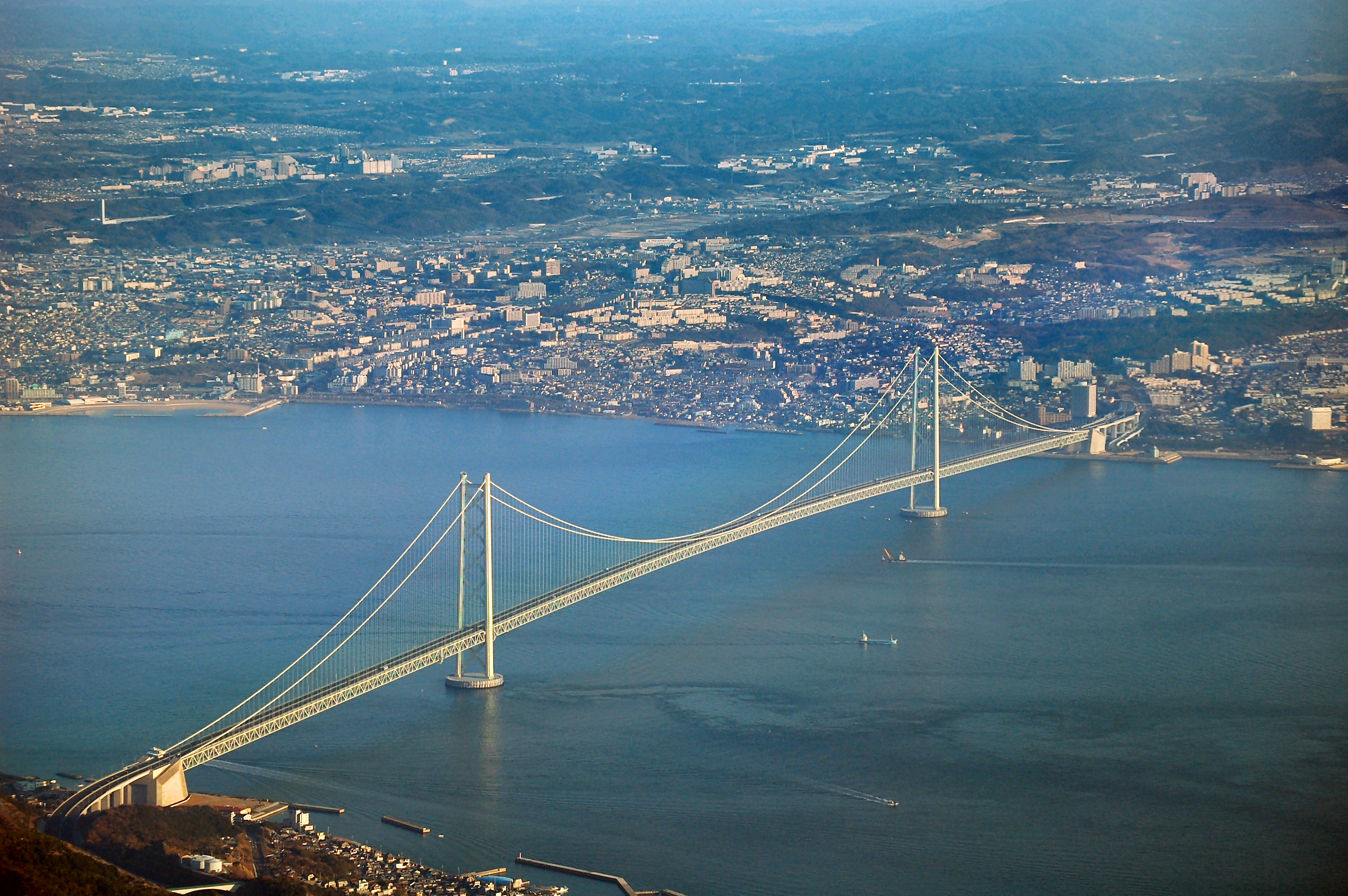
Gran Puente de Akashi Kaikyō
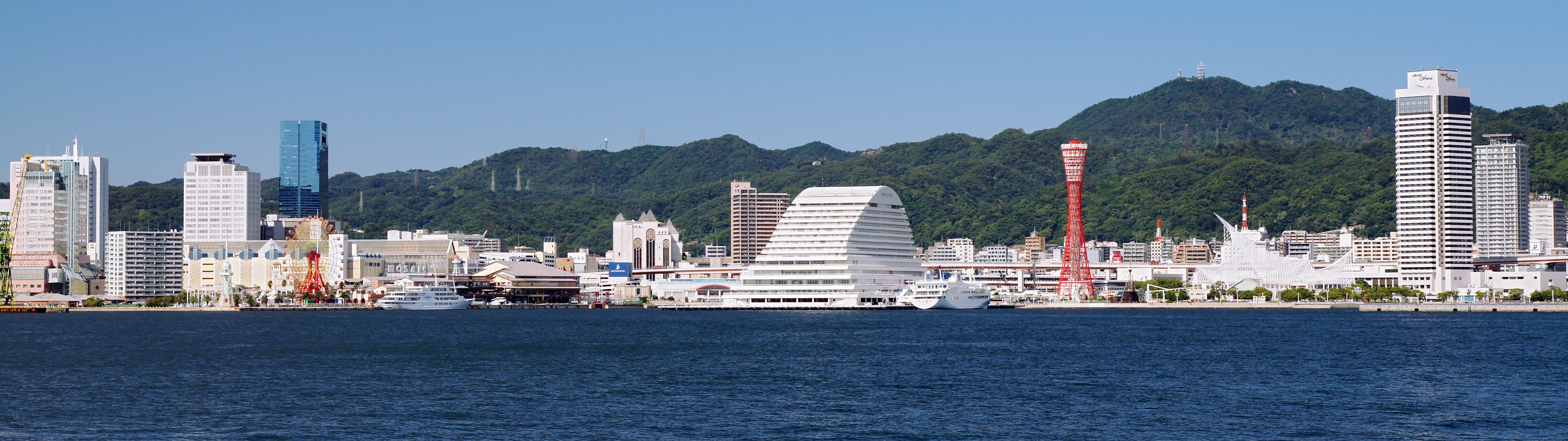
El centro de Kōbe
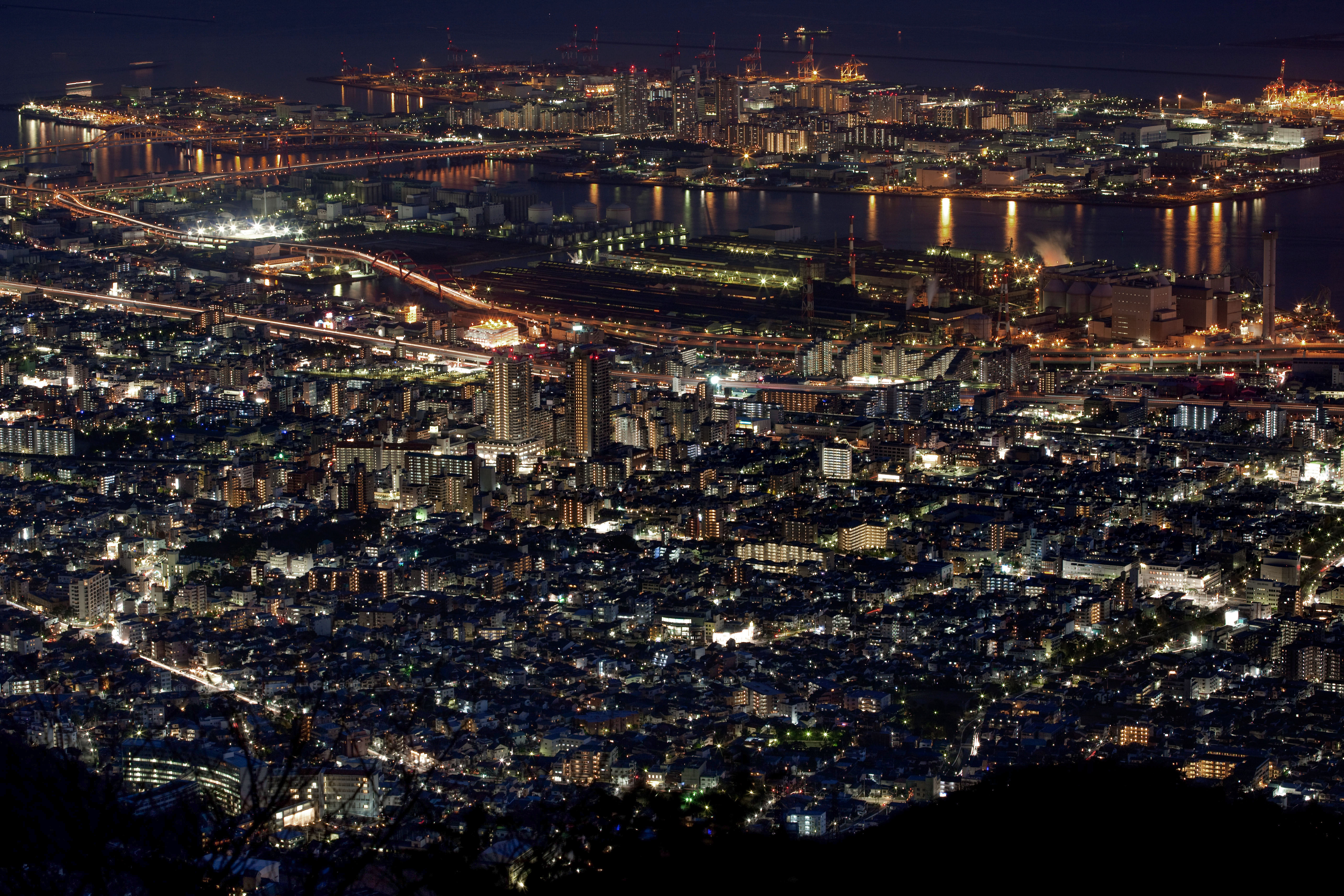
Centro de la ciudad de Kōbe de noche
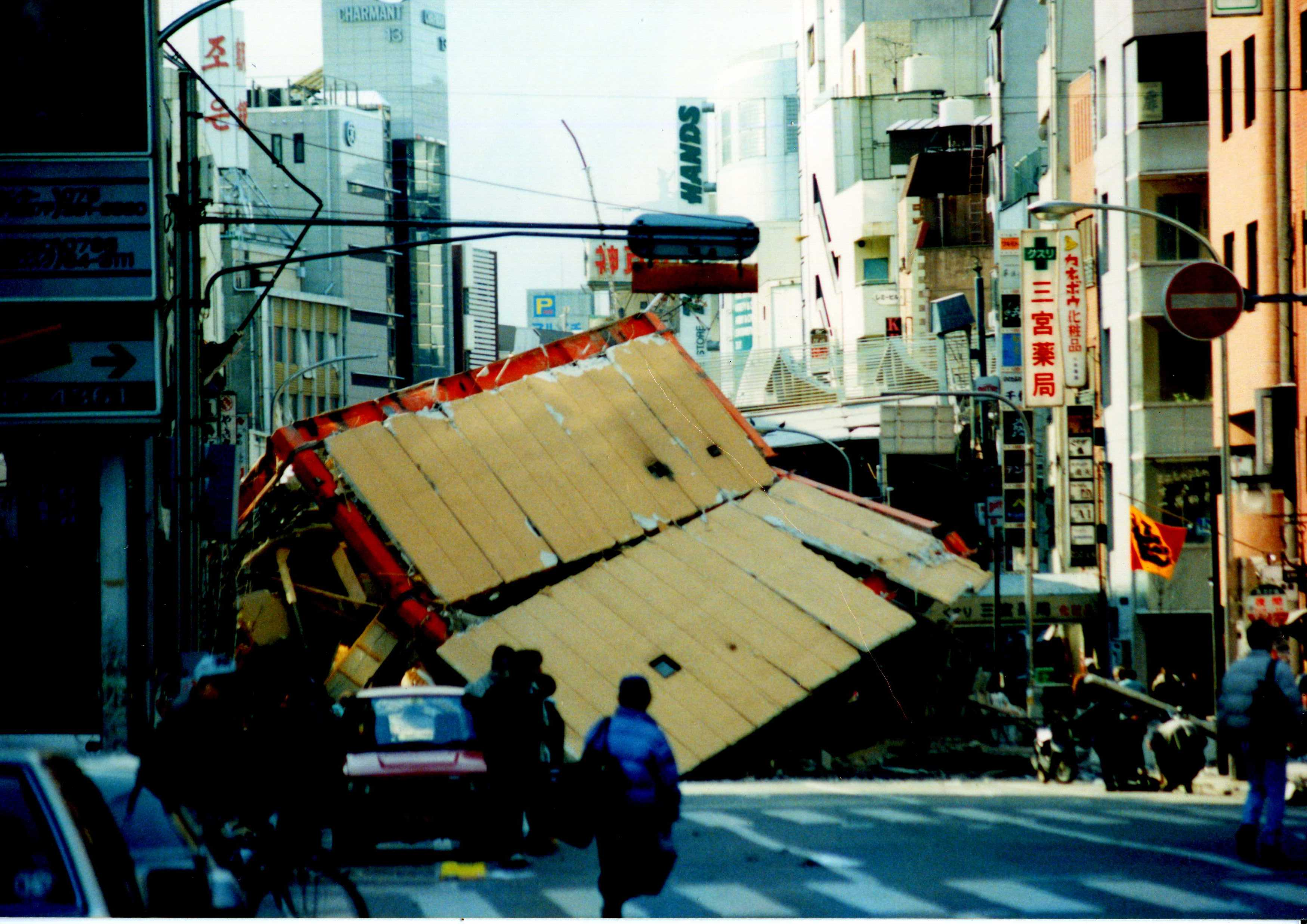
Daños causado por el Gran terremoto de Hanshin-Awaji
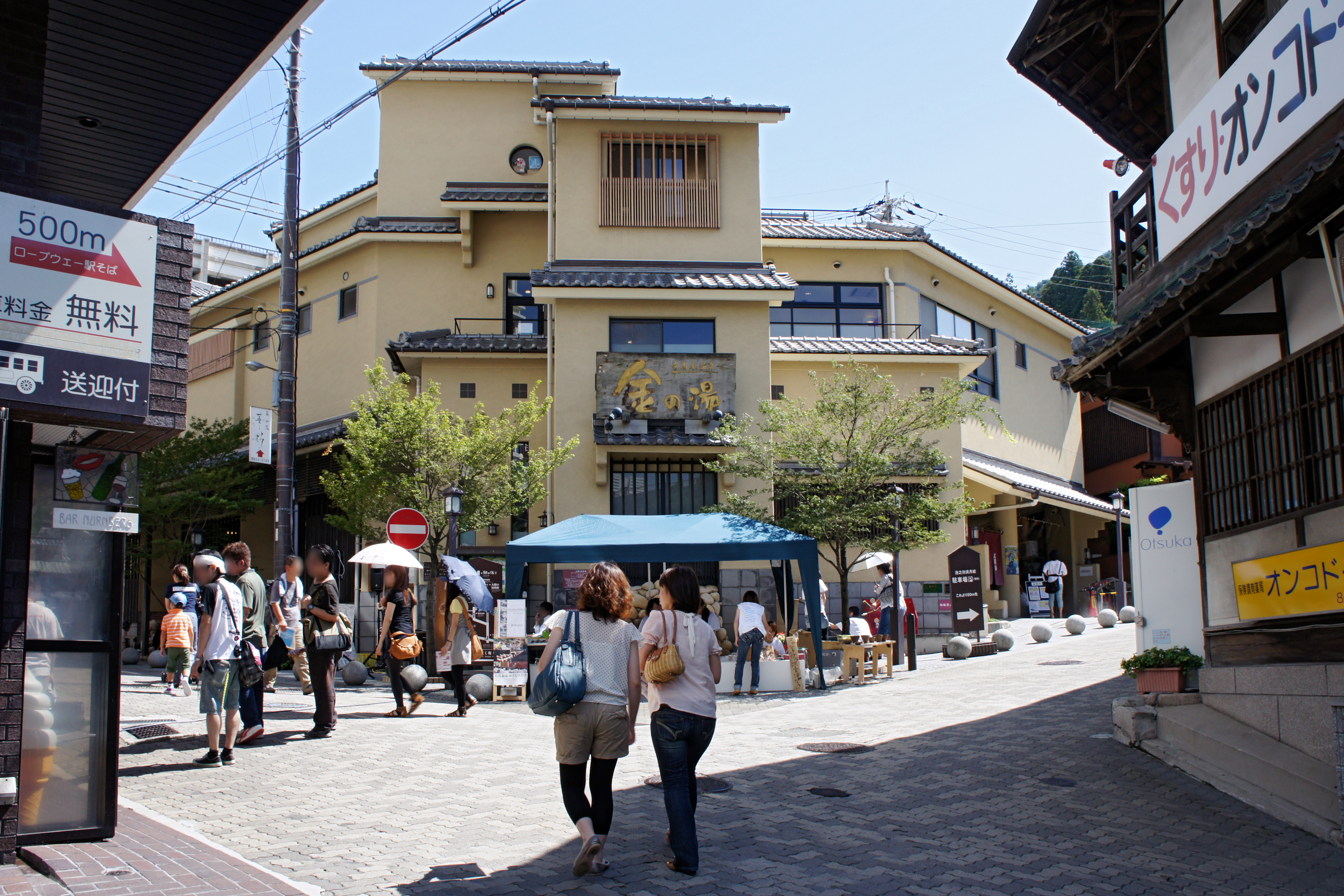
Arima-Onsen
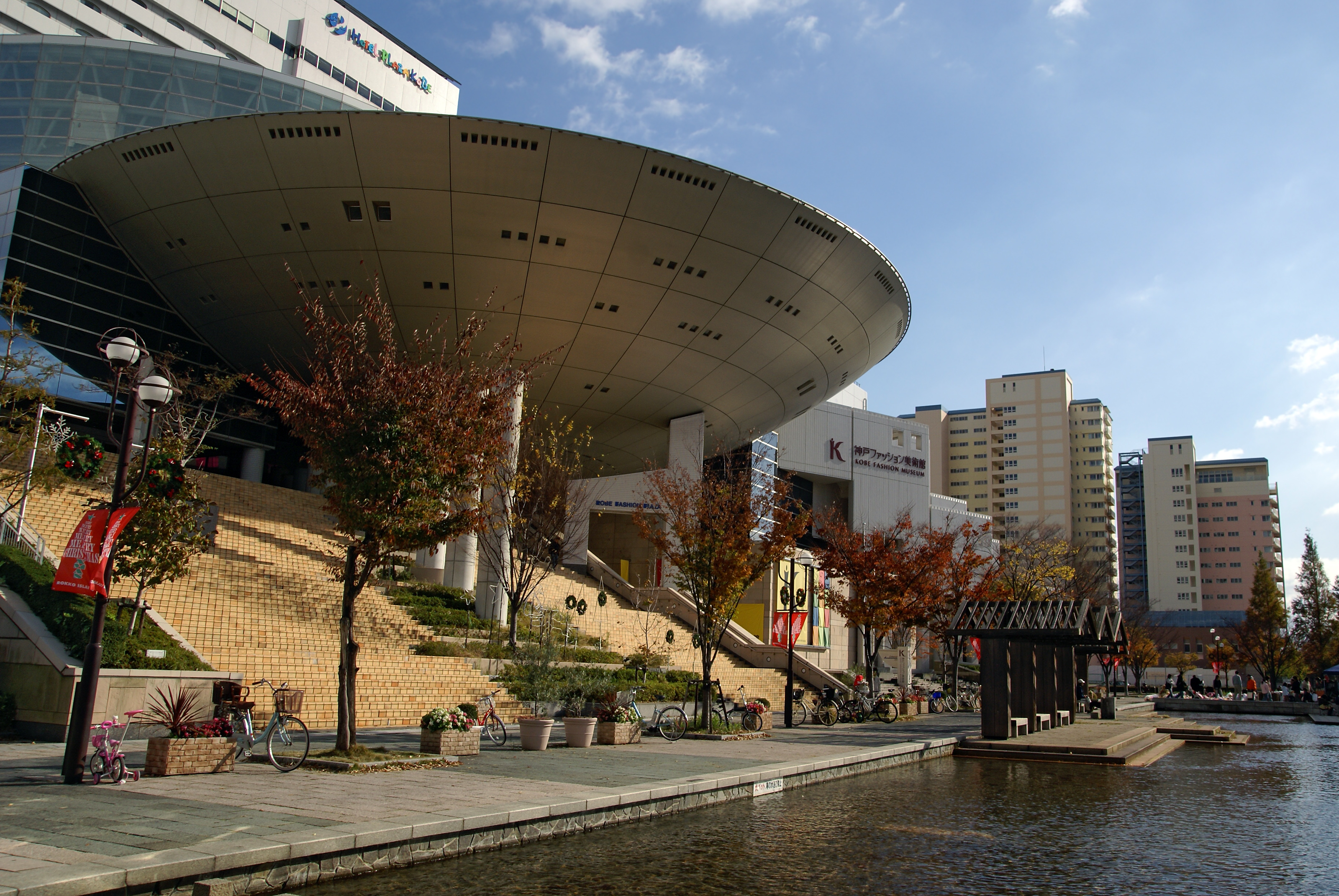
Museo de la Moda
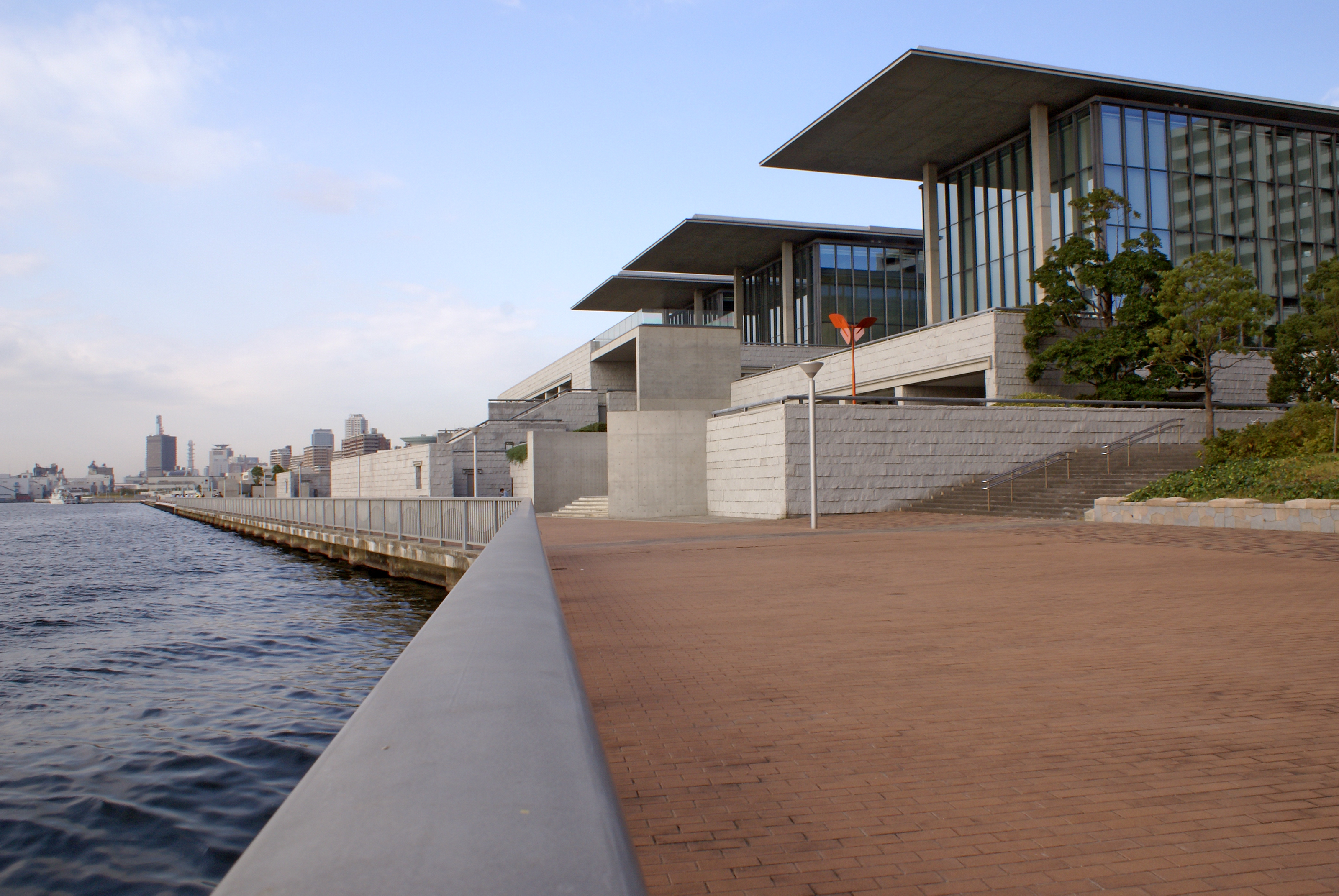
Museo de Arte de la Prefectura de Hyōgo
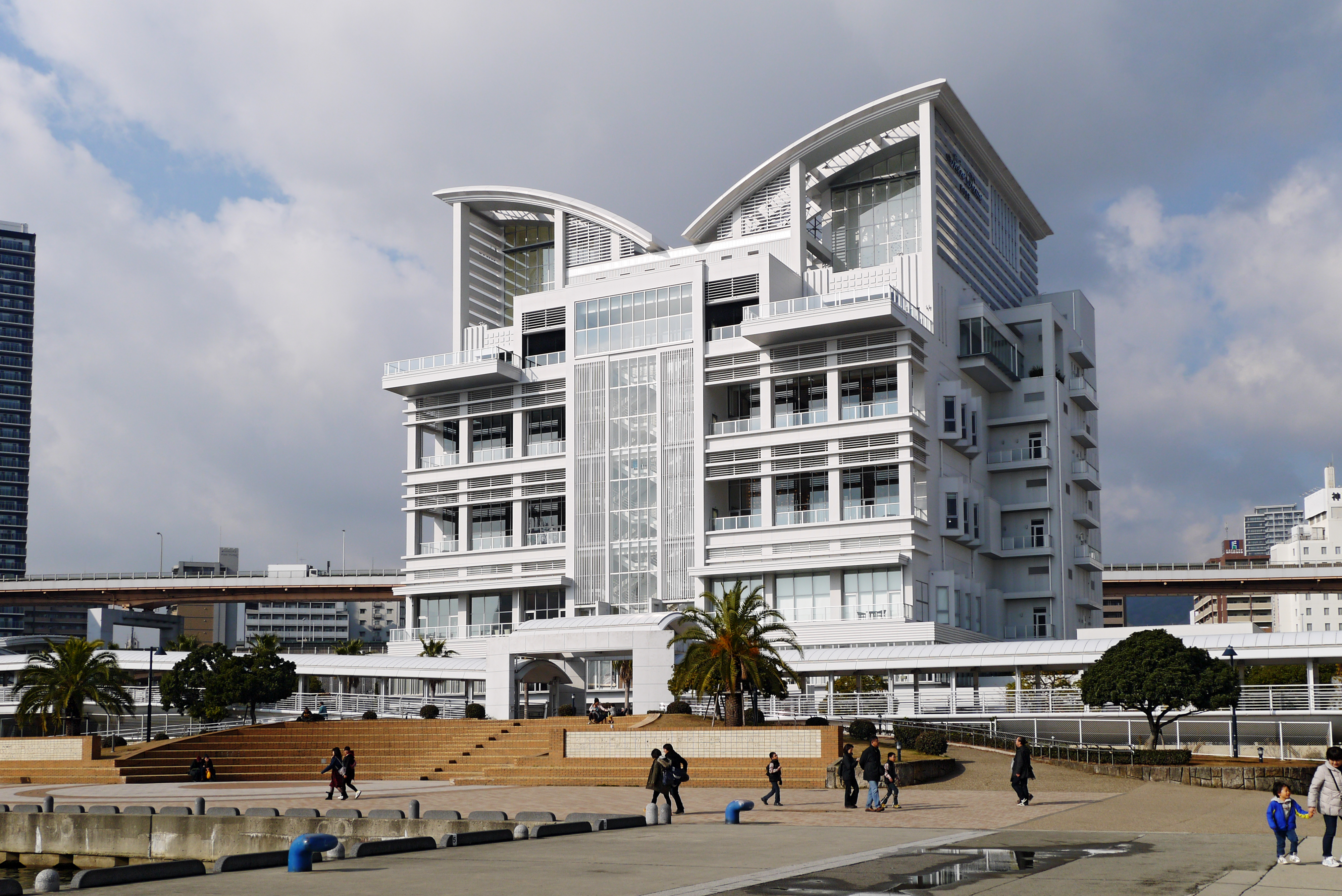
Salón de Bodas Notre Dame